# Claude (Musiker)
Claude (alternatives Pseudonym Claude Quick; bürgerlich Claude Aubert; * 1959 in Zürich) ist ein ehemaliger Schweizer Popmusiker.

## Leben und Wirken
Seine selbstgeschriebene Debütsingle Nüt... war die erste erfolgreiche Schweizer Rap-Single. Sie erreichte Platz 8 in den nationalen Charts. Das Stück ist allerdings eher eine Persiflage der Rapmusik mit Stilmitteln der Neuen Deutschen Welle. Durch die 217-malige Wiederholung des Wortes nüt („nichts“) wird die von manchen empfundene Monotonie von Rap und Hip-Hop karikiert („es passiert eifach nüt, eifach nüt nüt nüt nüt...“). Neben der Fassung im Schweizer Dialekt erschienen auch Fassungen in Hochdeutsch (Nichts), Französisch (Rien) und Englisch (Nowt). Nach der zweiten erfolglosen Single Wie gaht's zog sich Claude aus dem Musikgeschäft zurück. Er lebt heute als Grafikdesigner in den Vereinigten Staaten.

## Diskografie
- Nüt... / Schubidua (Single, 1982)
- Nichts und Schubidua (zwei Beiträge als Claude Quick auf dem Sampler 14mal Tanz im Takt: Höhepunkte aus der Neuen Deutschen Schweizer Welle, 1982)
- Rien / Nowt (Single, 1983)
- Wie gaht's / B-Siite-Song (Single, 1983)

Nebst den Schallplatten produzierte Claude auch ein Jingle für die Sendung Sounds auf DRS2, zur Melodie von Wie gaht's.